# Куп шест нација 2010.
Куп шест нација 2010. (службени назив: 2010 RBS 6 Nations) је било 116. издање овог најелитнијег репрезентативног рагби такмичења Старог континента, а 11. од проширења Купа пет нација на Куп шест нација.
Такмичење спонзорисано од Краљевске банке Шкотске, освојила је Француска. Французи су те године освојили седамнаесту титулу првака Европе у рагбију и девети Гренд слем. Једно од већих изненађења турнира била је победа Шкотске над Ирском у гостима, а играч турнира био је Томи Боув.

## Учесници
Напомена:
Северна Ирска и Република Ирска наступају заједно.
|   | Селекција                      | Стадион                             | Селектор        | Капитен            |
| - | ------------------------------ | ----------------------------------- | --------------- | ------------------ |
| 1 | Рагби репрезентација Италије   | Стадион Фламинио, Рим (30 000)      | Ник Мелет       | Леонардо Гиралдини |
| 2 | Рагби репрезентација Француске | Стад де Франс, Париз (81 338)       | Марк Лиевремонт | Тијери Дисотоар    |
| 3 | Рагби репрезентација Енглеске  | Стадион Твикенам, Лондон (82 000)   | Мартин Џонсон   | Мајк Тиндал        |
| 4 | Рагби репрезентација Шкотске   | Стадион Марифилд, Единбург (67 144) | Енди Робинсон   | Луис Муди          |
| 5 | Рагби репрезентација Велса     | Стадион Миленијум, Кардиф (74 500)  | Ворен Гатланд   | Рајан Џоунс        |
| 6 | Рагби репрезентација Ирске     | Стадион Авива, Даблин (51 700)      | Деклан Кидни    | Брајан О'Дрискол   |

## Такмичење

### Прво коло
Ирска - Италија 29-11
Енглеска - Велс 30-17
Шкотска - Француска 9-18

### Друго коло
Велс - Шкотска 31-24
Француска - Ирска 33-10
Италија - Енглеска 12-17

### Треће коло
Велс - Француска 20-26
Италија - Шкотска 16-12
Енглеска - Ирска 16-20

### Четврто коло
Ирска - Велс 27-12
Шкотска - Енглеска 15-15
Француска - Италија 46-20

### Пето коло
Велс - Италија 33-10
Ирска - Шкотска 20-23
Француска - Енглеска 12-10

## Табела
|   | Селекција                      | ИГ | Д | Н | И | ПД  | ПП  | ПР  | ЕД | Б  |  |
| - | ------------------------------ | -- | - | - | - | --- | --- | --- | -- | -- |  |
| 1 | Рагби репрезентација Француске | 5  | 5 | 0 | 0 | 135 | 69  | +66 | 13 | 10 |  |
| 2 | Рагби репрезентација Ирске     | 5  | 3 | 0 | 2 | 106 | 95  | +11 | 10 | 6  |  |
| 3 | Рагби репрезентација Енглеске  | 5  | 2 | 1 | 2 | 88  | 76  | +12 | 10 | 5  |  |
| 4 | Рагби репрезентација Велса     | 5  | 2 | 0 | 3 | 113 | 117 | -4  | 6  | 4  |  |
| 5 | Рагби репрезентација Шкотске   | 5  | 1 | 1 | 3 | 83  | 100 | -17 | 6  | 3  |  |
| 6 | Рагби репрезентација Италије   | 5  | 1 | 0 | 4 | 69  | 137 | -68 | 6  | 2  |  |

| Победник Купа шест нација 2010.           |
| ----------------------------------------- |
| Рагби репрезентација Француске 17. титула |

## Индивидуална стастика
Највише поена
- Стивен Џоунс 63, Велс
- Морган Пара 61, Француска
- Ден Паркс 57, Шкотска
- Џони Вилкинсон 50, Енглеска
- Мирко Бергамаско 41, Италија

Највише есеја
- Кит Ерлс 3, Ирска
- Томи Боув 3, Ирска
- Џејмс Хук 3, Велс
- Шејн Вилијамс 3, Велс
- Џејмс Хаскел 2, Енглеска

Најбољи играч турнира
- Томи Боув, Ирска